# Байкова гора (пам'ятка природи)
Ба́йкова гора́ — ботанічна пам'ятка природи місцевого значення, розташована на вулиці Миколи Амосова в Солом'янському районі м. Києва. Створена Рішенням Київської міської ради № 96/256 від 24 жовтня 2002 року.

## Опис
Являє собою групу дерев дубу черещатого віком 220—320 років, які є залишками природної діброви.